# Sweater
En sweater er en strikket trøje der dækker overkroppen og armene. En sweater er enten en pullover eller en cardigan: en cardigan er åben foran, en pullover er ikke.
Sweatre bruges af børn og voksne af begge køn; ofte over en skjorte, bluse, T-shirt eller en top eller direkte på kroppen. Sweatre er traditionelt af  uld, men bliver også lavet af bomuld, silke, syntetiske fibre eller en kombination heraf. Sweatre bliver vasket, kemisk renset eller fnugrullet.